# Арнолд Схолтен
Арнолд Схолтен (нід. Arnold Scholten, нар. 5 грудня 1962, Гертогенбос, Нідерланди) — нідерландський футболіст, що грав на позиції півзахисника.
Триразовий чемпіон Нідерландів. П'ятиразовий володар кубка Нідерландів. Дворазовий володар Суперкубка Нідерландів. Володар Суперкубка УЄФА.

## Ігрова кар'єра
У дорослому футболі дебютував 1983 року виступами за команду клубу «Ден Босх», в якій провів три сезони, взявши участь у 74 матчах чемпіонату.
Своєю грою за цю команду привернув увагу представників тренерського штабу клубу «Аякс», до складу якого приєднався 1986 року. Відіграв за команду з Амстердама наступні чотири сезони своєї ігрової кар'єри. За цей час виборов титул чемпіона Нідерландів, ставав володарем кубка Нідерландів.
1990 року уклав контракт з клубом «Феєнорд», у складі якого провів наступні п'ять років кар'єри гравця. Більшість часу, проведеного у складі «Феєнорда», був основним гравцем команди. За цей час додав до переліку своїх трофеїв ще один титул чемпіона Нідерландів, знову ставав володарем кубка Нідерландів (чотири рази), володарем Суперкубка Нідерландів.
Згодом з 1995 по 1999 рік грав у складі команд клубів «Аякс» та «ДЖЕФ Юнайтед». Протягом цих років додав до переліку своїх трофеїв ще один титул чемпіона Нідерландів.
Завершив професійну ігрову кар'єру у клубі «Ден Босх», у складі якого вже виступав раніше. Прийшов до команди 1999 року, захищав її кольори до припинення виступів на професійному рівні у 2001.

## Досягнення
«Аякс»
- Чемпіон Нідерландів: 1989-90, 1995-96
- Володар кубка Нідерландів: 1986-87
- Володар Кубка володарів кубків УЄФА: 1986-87
- Володар Суперкубка УЄФА: 1995
- Володар Суперкубка Нідерландів: 1995
- Володар Міжконтинентального кубка: 1995

«Феєнорд»
- Чемпіон Нідерландів: 1992-93
- Володар Кубка Нідерландів: 1990-91, 1991-92, 1993-94, 1994-95
- Володар Суперкубка Нідерландів: 1991